# Purpuricenus axillaris
Purpuricenus axillaris är en skalbaggsart som beskrevs av Samuel Stehman Haldeman 1847. Purpuricenus axillaris ingår i släktet Purpuricenus och familjen långhorningar. Inga underarter finns listade i Catalogue of Life.

## Bildgalleri

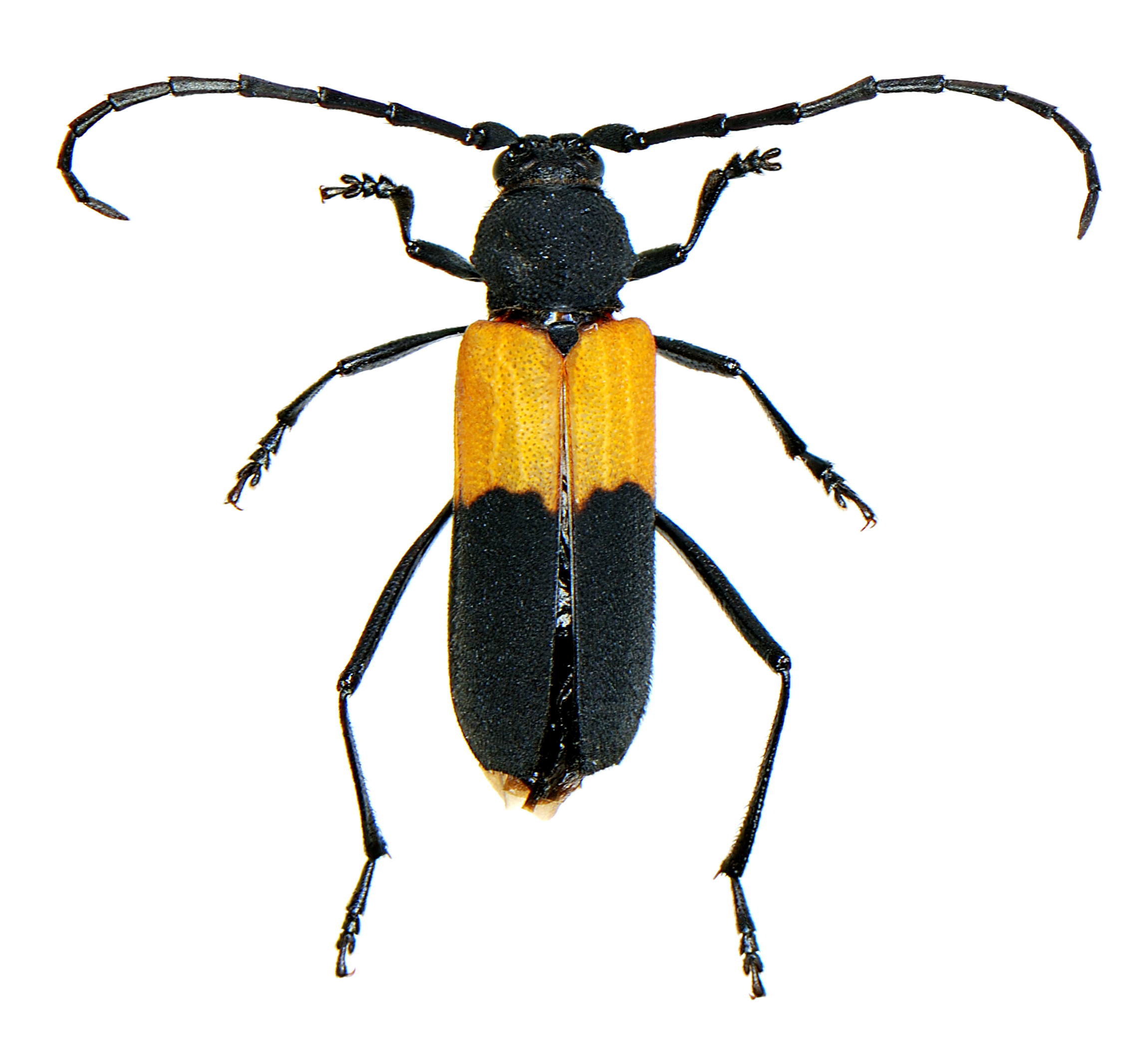